# Psychotria jauaensis
Psychotria jauaensis är en måreväxtart som beskrevs av Julian Alfred Steyermark. Psychotria jauaensis ingår i släktet Psychotria och familjen måreväxter. Inga underarter finns listade i Catalogue of Life.